# Guillaume Brillet
Pour les articles homonymes, voir Brillet.
Guillaume Brillet, évêque de Saint-Brieuc, puis évêque de Rennes, religieux français du XVe siècle

## Biographie
Guillaume Brillet est né à Vitré d'une famille noble possédant plusieurs seigneuries sous le fief de Vitré. Il était chantre de l'église de Rennes chanoine de Nantes et archidiacre de La Mée quand il fut nommé par Martin V évêque de Saint-Brieuc le 24 juin 1424 au détriment de Jean de Saint-Léon confesseur du Duc de Bretagne. Mais comme il est également référendaire du pape et procureur résident du duc à la curie il y demeure. Pressenti pour le siège de Saint-Malo le 7 juillet 1424 il est finalement transféré à Rennes (le 25 septembre 1427). Il est possible que sa nomination à l'évêché de Rennes ait été obtenue par Anne de Laval comme un de ses vassaux de Vitré. Le « pieux et doux » évêque fonda la psallette de sa cathédrale qu'il composa d'un maître, au choix du chapitre, et de six enfants de chœur auxquels deux autres furent bientôt adjoints. Après vingt années, il se démet le 26 mai 1447 en faveur de son neveu, Robert de La Rivière, dont le père, alors président aux Comptes, allait devenir chancelier (1450). Guillaume Brillet est nommé le jour de sa résignation archevêque titulaire de Césarée-en-Cappadoce (de).